# Joven Viena

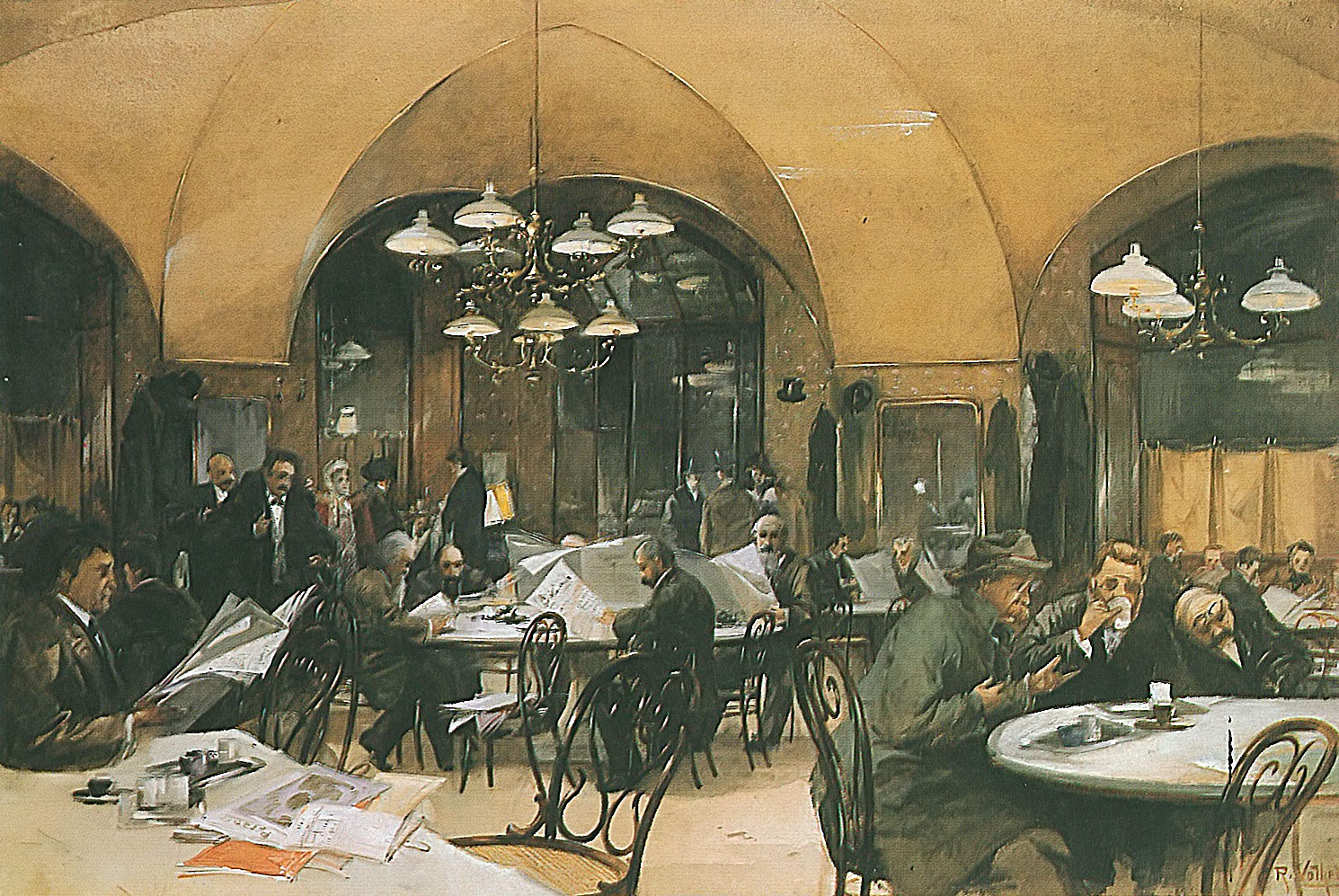
El Café Griensteidl
Reinhold Völkel (1896)

La Joven Viena (en alemán Jung-Wien) fue una sociedad fin de siècle de escritores que se reunían en el vienés Café Griensteidl y en otros cercanos, de 1890 a 1897. 
Su obra es, a menudo, categorizada como «literatura de café vienés» o como parte integrante del movimiento modernista vienés que se extendió a numerosas áreas. El grupo rechazó el naturalismo imperante y experimentaron con las diversas facetas del modernismo, incluyendo simbolismo e impresionismo. Sus miembros destacaron por su indolencia y decadencia, rasgos satirizados por Karl Kraus en 1897 en su ensayo Die Demolierte Literatur (La literatura demolida). Hermann Bahr fue considerado como su portavoz oficioso. Otros de sus miembros fueron Arthur Schnitzler, Felix Dormann, Peter Altenberg, Richard Beer-Hofmann, Felix Salten, Raoul Auernheimer, Hugo von Hofmannsthal, Stefan Zweig y Karl Kraus, pese a que este último se distanciaría con posterioridad del grupo. Aunque en el café, propiamente, no se llevase a cabo mucha obra escrita, los escritores intercambiaban manuscritos, crítica y, a menudo, amantes. El grupo se disolvió el 20 de enero de 1897, un día antes de que el café Griensteidl fuese demolido. De acuerdo con el diario de Schnitzler, Felix Salten, molestó con una crítica desfavorable que Kraus le había hecho, atacó al joven periodista en el café. La mayor parte de sus miembros siguieron reuniéndose en el cercano Café Central.